# Marans (tyúkfajta)
A marans Franciaországból származó tyúkfajta.

## Fajtatörténet
1900 körül tenyésztették széles körben Marans városban és környékén. A kitenyésztés célja egy gyorsan növő, erős, robusztus és ellenálló fajta létrehozása volt. 
1996-ban lett csak elismert fajta Németországban fekete-réz színben.

## Fajtabélyegek, színváltozatok
Háta hosszú, farktollazata széles, de viszonylag rövid tollakkal. Melltájéka széles, lekerekített. Szárnyak rövidek, szorosan a testhez simuló. Feje közepesen nagy, erős. Arca piros. Szemek élénkek, pirosak vagy narancsszínűek. Csőre erős, kissé hajlított, szarvszínű. Taraja egyszerű típusú, mélyen fogazott. Füllebenyek nem túl nagyok, pirosak. Toroklebeny közepesen nagy, kerekded. Nyaka széles, dús tollazattal. Combok erősek. Csüd közepesen nagy, gyengén tollazott, a hússzín a kívánatos. 
Színváltozatok: Fekete-réz színű, kendermagos. 
Csak kevés országban elismert színek: aranykendermagos, fehér-fekete columbai, sárga-fekete columbia, fekete, fehér, búza. 

## Tulajdonságok
Különlegessége, hogy sötétbarna héjú tojásokat produkál. 
| Általános tulajdonságok: | Általános tulajdonságok:      |
| ------------------------ | ----------------------------- |
| Súlya                    | kakas 3,5-4 kg, tojó 2,5-3 kg |
| Gyűrűmérete              | kakas 22, tojó 20             |
| Tenyésztojás tömege      | 65 g                          |
| Tojáshéj színe           | sötétbarna                    |
| Éves tojáshozama         | 180-200 db                    |